# Герберт Аарон Гауптман
Герберт Аарон Гауптман (англ. Herbert Aaron Hauptman; нар. 14 лютого 1917, Нью-Йорк, США — 23 жовтня 2011) — американський математик, лауреат Нобелівської премії з хімії 1985 року «за видатні досягнення в розробці прямого методу розшифровки структур», яку він розділив зі своїм багаторічним колегою Джеромом Карлі.

## Біографія і наукова робота
Герберт Гауптман народився 14 лютого 1917 в Нью-Йорку. У 1937 році отримав ступінь бакалавра в Сіті-коледжі при Нью-Йоркському університеті, де він познайомився з Джеромом Карлі, а в 1939 році — ступінь магістра з математики в Колумбійському університеті. Під час війни служив спочатку у військово-повітряних силах США інструктором з електроніки, а потім — офіцером-метеорологом.
З 1947 року він почав працювати у військово-морській науково-дослідної лабораторії в Вашингтоні, де став займатися дослідженням і створенням методів математичної обробки даних рентгеноструктурного аналізу. Карлі і Гауптману вдалося розрахувати фазу рентгенівського пучка, тобто те, наскільки відхилився кожен промінь при проходженні через кристал. У 1953 Карлі і Гауптман опублікували статтю про результати своєї роботи, але математичний апарат виявився настільки складним, що хіміки не змогли оцінити можливості їхнього методу. Лише через 15 років дружина Карла, Ізабелла, фізико-хімік, застосувала метод на практиці при аналізі великих молекул. Її робота переконала фахівців в області кристалографії в корисності і високого ступеня точності прямого методу розшифровки структур.
У 1955 Гауптман захистив дисертацію з математики в Мерілендському університеті на тему рентгеноструктурному аналізу.
З 1970 року був заступником директора з науки медичного фонду Буффало (штат Нью-Йорк), а з 1972 року став віце-президентом і науковим директором цього медичного фонду (зараз Медичний дослідний інститут Хауптмана-Вудворда (Hauptman-Woodward Medical Research Institute)).